# Manuel Nunes
Manuel Nunes (São Paulo, 7 maart 1895 – aldaar, 31 mei 1977) was een Braziliaanse voetballer en is vooral bekend onder zijn spelersnaam Neco. Hij was het eerste clubidool van de club Corinthians.

## Biografie
Neco begon zijn carrière bij de jeugd van Corinthians op zestienjarige leeftijd en speelde in 1913 voor het eerst in het eerste elftal, het was tevens het eerste jaar van de club op het hoogste niveau. Een jaar later won hij de titel met de club en was ook topschutter van de competitie. In 1915 speelde de club geen officiële wedstrijden door politieke strubbelingen en ging zelfs bijna failliet. Dat jaar speelde hij voor Mackenzie College in het Campeonato Paulista en eindigde er tweede mee, achter AA das Palmeiras. Bij de terugkeer in 1916 werd hij opnieuw kampioen met de club en zou dat hierna nog vijf keer worden. In 1920 was hij ook nog de topschutter. In 1929 was hij de eerste clubspeler die een standbeeld kreeg, met zijn zeventienjarige carrière bij de club is er ook geen speler die langer voor Corinthians speelde.
Hij speelde ook zeventien wedstrijden voor het nationale elftal. In 1917 was hij na teamgenoot van Corinthians Amílcar Barbuy de tweede international van de club op het Zuid-Amerikaans kampioenschap, waar hij twee keer scoorde. Twee jaar later was hij samen met Arthur Friedenreich topschutter op het toernooi en won de trofee tegen Uruguay. In 1922 scoorde hij de eerste goal in de groepsfase tegen Argentinië en ook in de finale tegen Paraguay kon hij het eerste doelpunt scoren en won zo voor de tweede keer de trofee met zijn land.
Tijdens zijn spelerscarrière was hij ook twee keer trainer van de club en later nog eens in 1937 en 1938. Hij won in 1937 nog eens de staatstitel met de club.
In augustus 1925 huwde hij met Adalgisa Guganis, met wie hij een dochter en een zoon kreeg.